# Paralinhomoeus fuscacephalus
Paralinhomoeus fuscacephalus is een rondwormensoort uit de familie van de Linhomoeidae. De wetenschappelijke naam van de soort is voor het eerst geldig gepubliceerd in 1920 door Cobb.